# Адам Борош
Адам Бо́рош (угор. Boros Ádám; 19 листопада 1900 — 2 січня 1973) — угорський ботанік, бріолог. Директор Науково-дослідного інституту лікарських рослин Угорщини (1945–1957).
Навчанвся у Будапештському університеті (1918—1922).

## Основні напрямки наукових досліджень
- дослідження флори Угорщини та територій, котрі в різні періоди входили до складу Угорщини;
- впровадження в культуру дикорослих лікарських рослин;
- дослідження бріофлори Угорщини

Діяльність, що стосується України:
- у 1943–1944 рр. провадив детальне дослідження флори південно-східної частини Закарпатської області (тогочасного Марамороського комітату)

## Визнання
- почесний член Угорського природознавчого товариства (1946);
- почесний член Британського бріологічного товариства (1966);
- почесний доктор університету Мендоси (Аргентина) (1974);
- останнім часом в Угорщині засновано Премію ім. Адама Бороша, якою щорічно нагороджуються вчені або наукові періодичні видання за найвагоміший внесок у ботанічну науку Угорщини

## Вибрані публікації
- Boros Á. Közép— és Nyugatmagyarország Sphagnum-lápjai növényföldrajzi szempontból // A Debreczeni Tisza István tudományos társaság honismertető bizottságának kiadványai.- 1925—1926.- II kötet, 5 fűzet.- P. 3-26. (Proceedings of the committee for the home geographical researches of the count Stephen Tisza scientifical society of Debrecen)
- Boros Á. A bustyaházai Csere-erdő florája // Scripta Bot. Musei Transsilvanici, Cluj.- 1944.- Vol. 3.- P. 15-20.
- Boros Á. Magyarorzság mohái.- 1953.
- Boros Á. Bryogeographie und Bryoflora Ungarns.- 1968.

## Види рослин, описані вченим
- Funaria hungarica Boros
- Cyndrichia mongolica Boros
- Hieracium praebiharicum Boros
- Marsupella hungarica Boros et Vajda.

## Види рослин, названі іменем вченого
- Rosa borosiana Degen
- Pinus borosianus Lyka
- Pulsatilla borosiana Wagner
- Melampyrum borosianum Soó
- Mentha borosiana Trautmann
- Sorbus borosianus Kárpáti Z.
- Placidum Adami Borosi Szatala.